# Saturn V
Saturn V, (cunoscută și ca Racheta lunară) a fost o rachetă cu mai multe trepte utilizată de NASA în cadrul programelor Apollo și Skylab.  Acest tip de rachetă folosea combustibil lichid și era de unică folosință.

## Prezentare
Saturn V, cea mai mare rachetă din familia Saturn,  a fost proiectată sub directa supraveghere a lui Wernher von Braun la Marshall Space Flight Center în Huntsville, Alabama.  Principalele companii care au contribuit la proiectare și construcție au fost Boeing, North American Aviation, Douglas Aircraft Company și IBM.
Saturn V este cel mai puternic vehicul de lansare (adus în stare operațională) din punctul de vedere al înălțimii, greutății și al sarcinii utile.  Totuși racheta de producție rusească Energia care a executat doar 2 zboruri de test avea o forță de propulsie verticală (în limba engleză, thrust = împingere) la decolare puțin mai mare.
În total NASA a lansat 13 rachete de tipul Saturn V, între 1967 și 1973, fără să piardă vreodată încărcătura utilă.  Principala sarcină a acestei rachete a fost să transporte oameni pe Lună.  După întreruperea Programului Apollo, racheta a fost folosită pentru lansarea pe orbită a laboratorului spațial Skylab.
Cele trei trepte ale rachetei Saturn V au fost proiectate de diverse firme subcontractate de NASA. Cu toate acestea în urma unor multiple preluări și fuziuni toate au ajuns sub tutela firmei Boeing. Treptele rachetei au fost testate la Stennis Space Center de lângă Bay St. Louis, Mississippi.  Baza a fost folosită ulterior pentru verificarea și testarea motorului principal al navetei spațiale cât și a noilor motoare RS-68 ale rachetelor de tip Delta IV EELV și Ares V.

### Trepte

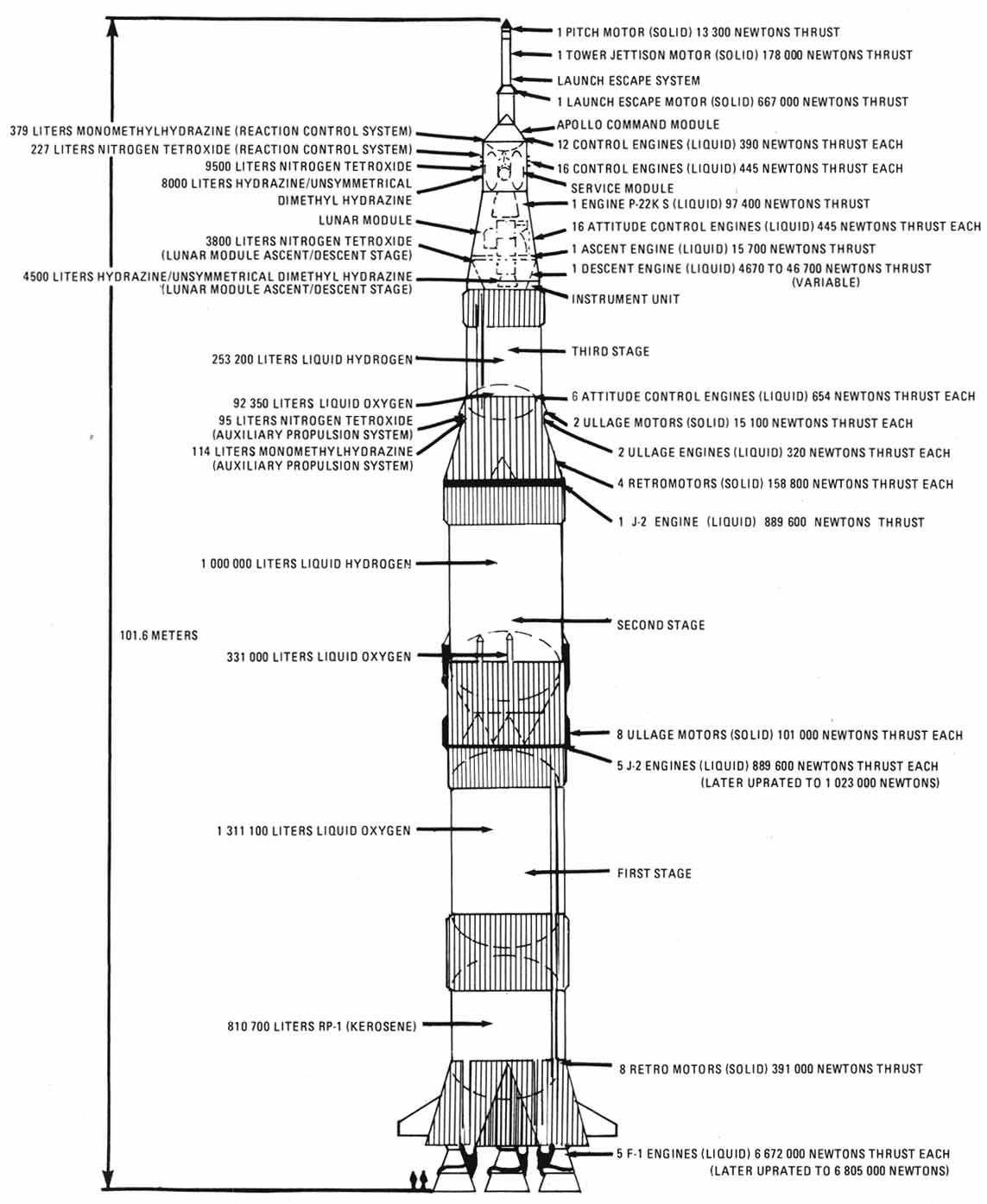
Diagramă Saturn V

#### Treapta I - S-IC

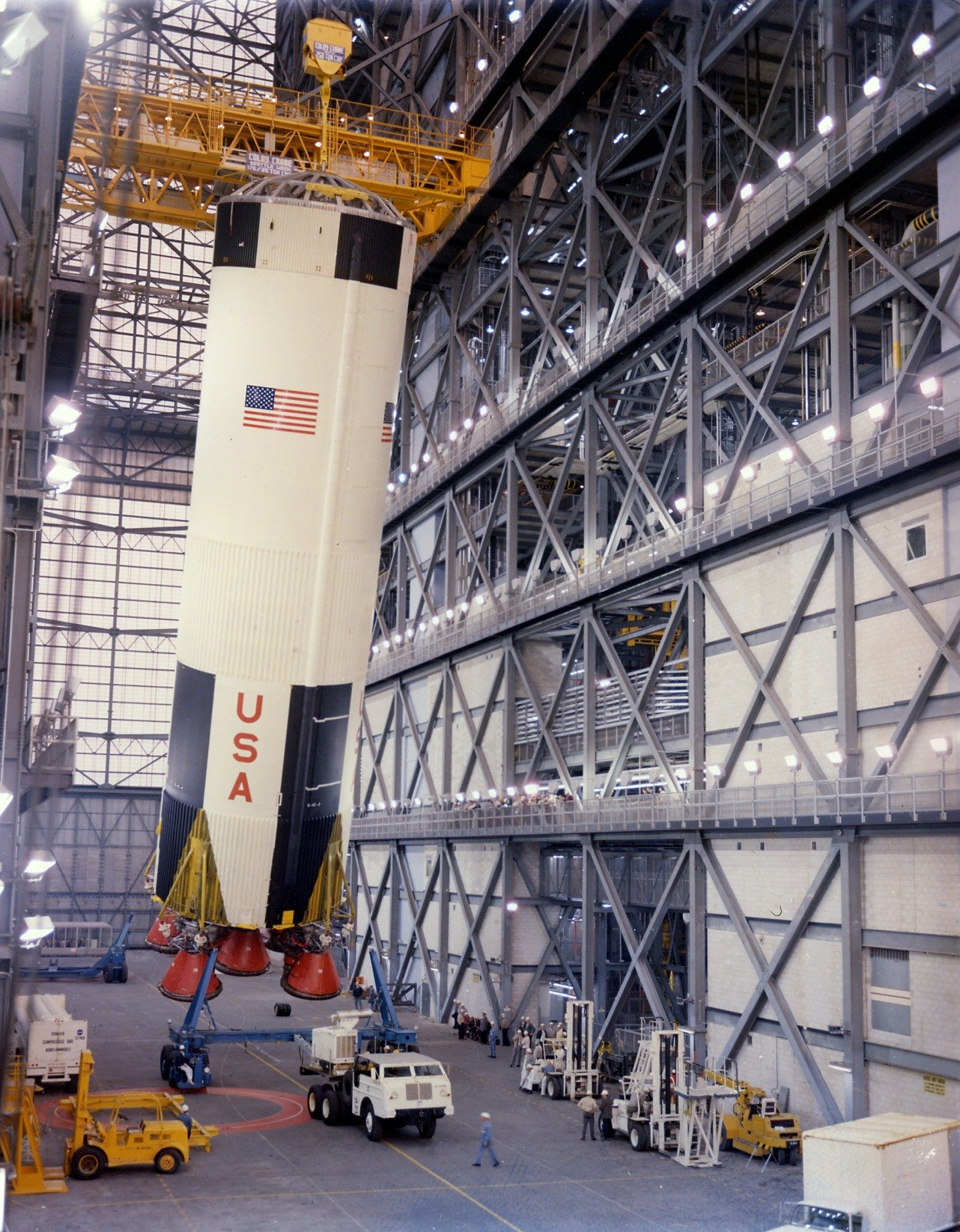
Prima treaptă a lui Apollo 8 Saturn V ridicată în hangarul de asamblare verticală (1 februarie 1968)

##### Construcție

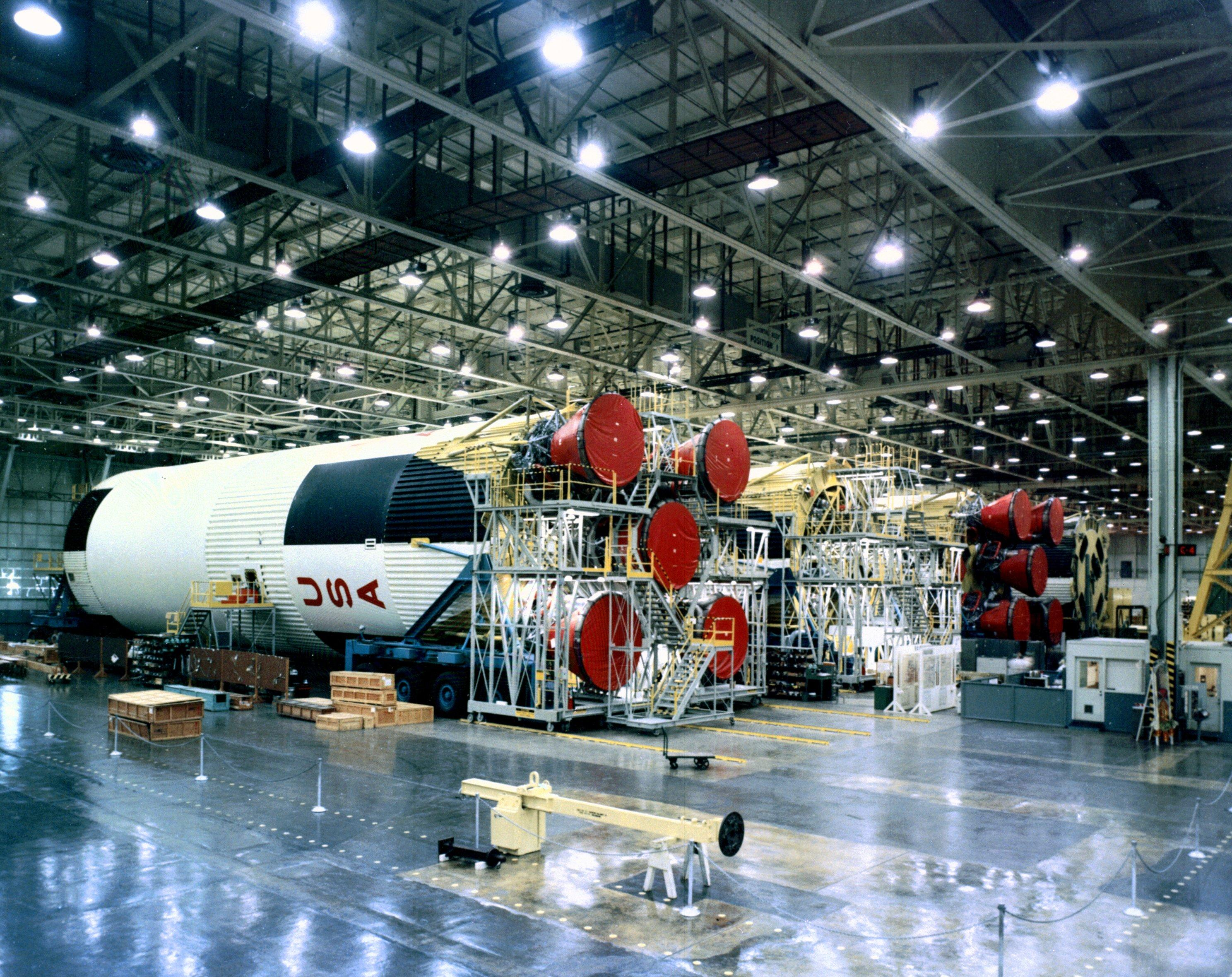
Primele modele ale secțiunii I-SC (9,10 și 11) la Michoud Assembly Facility

##### Configurație

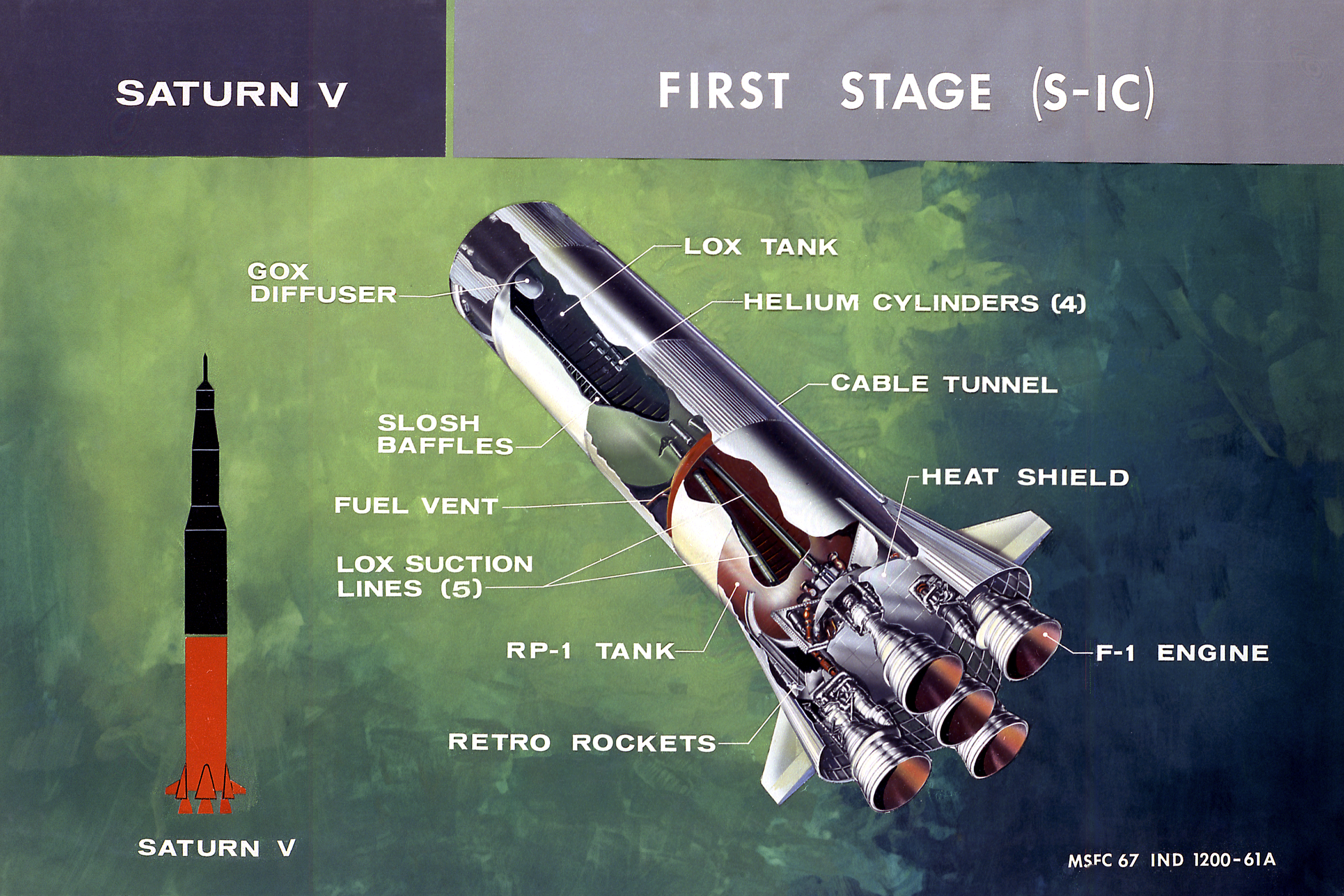
Configurația treptei S-IC

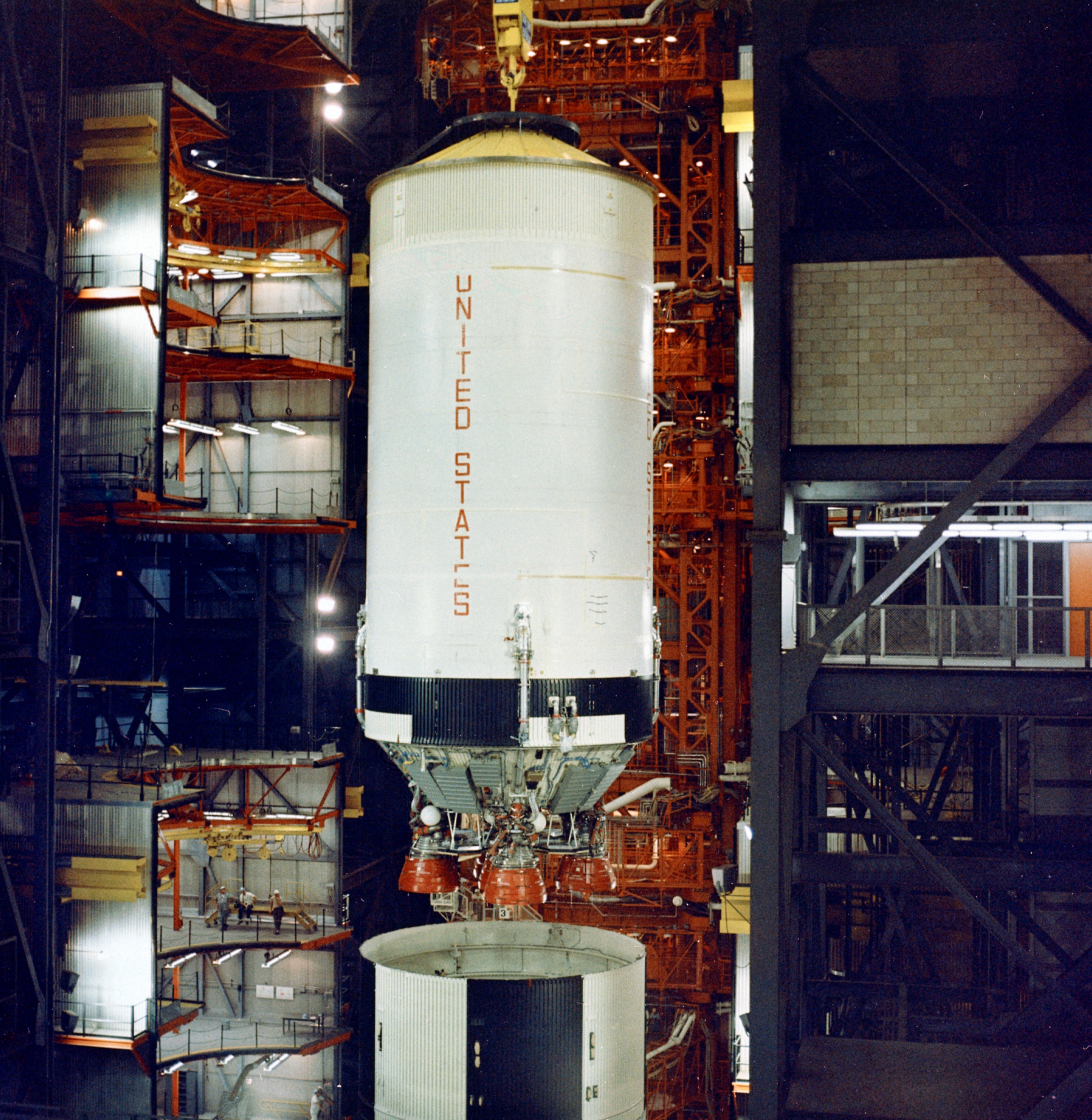
Secțiunea S-II a lui Apollo 6 în timpul asamblării.

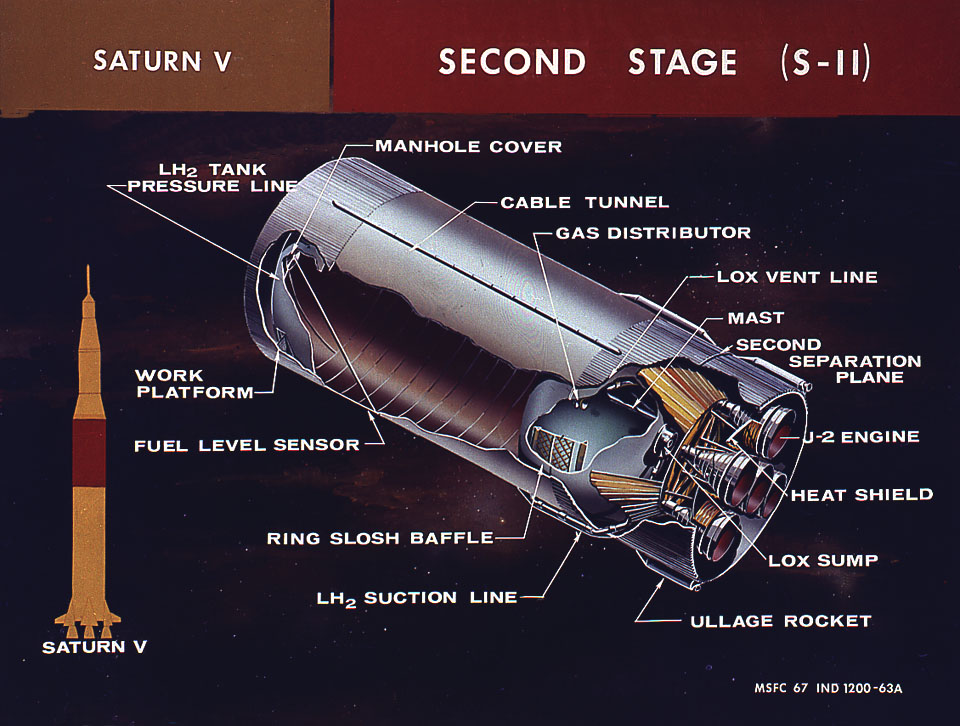
Configurația treptei S-II

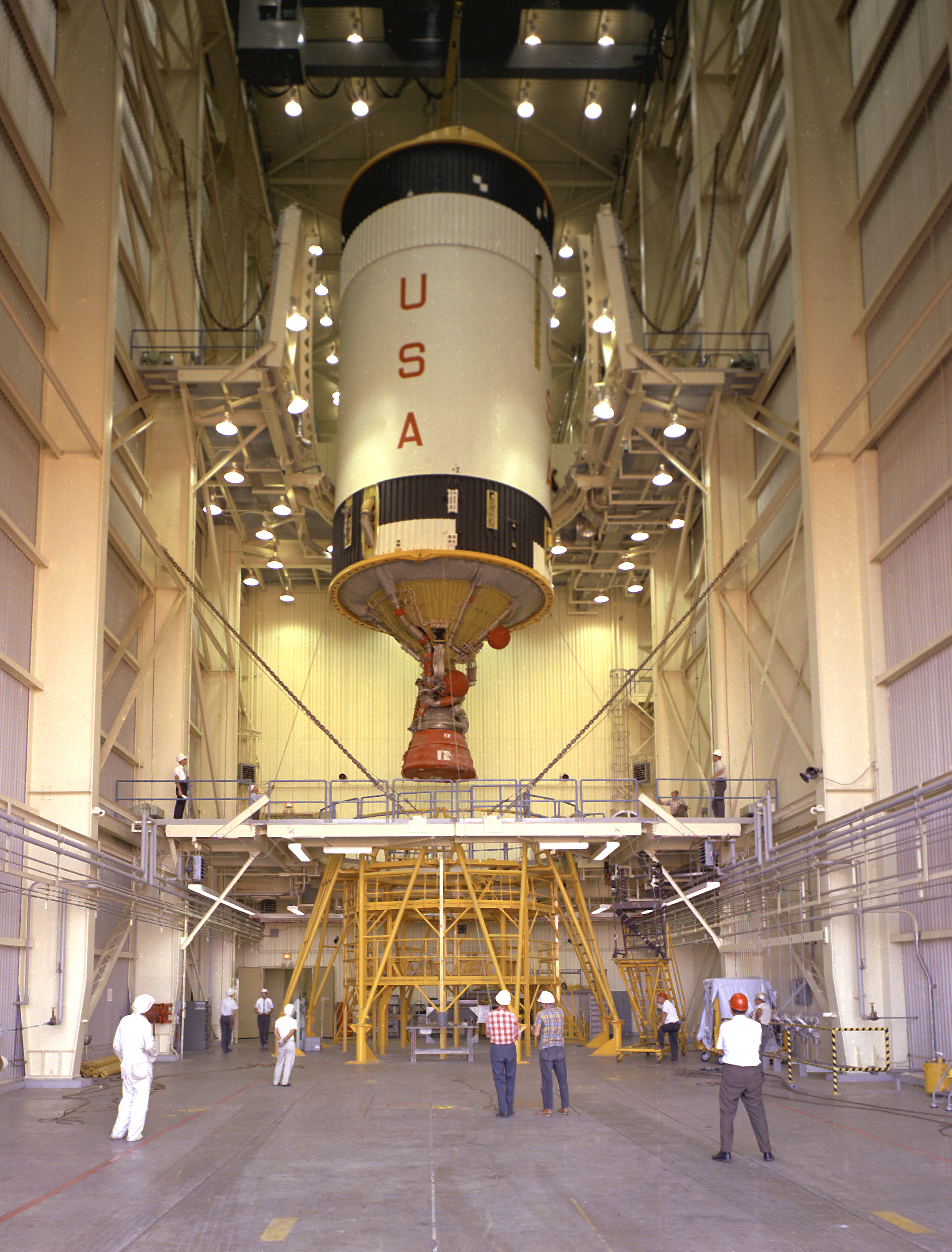
S-IVB-206 folosit pentru zborul Skylab 2

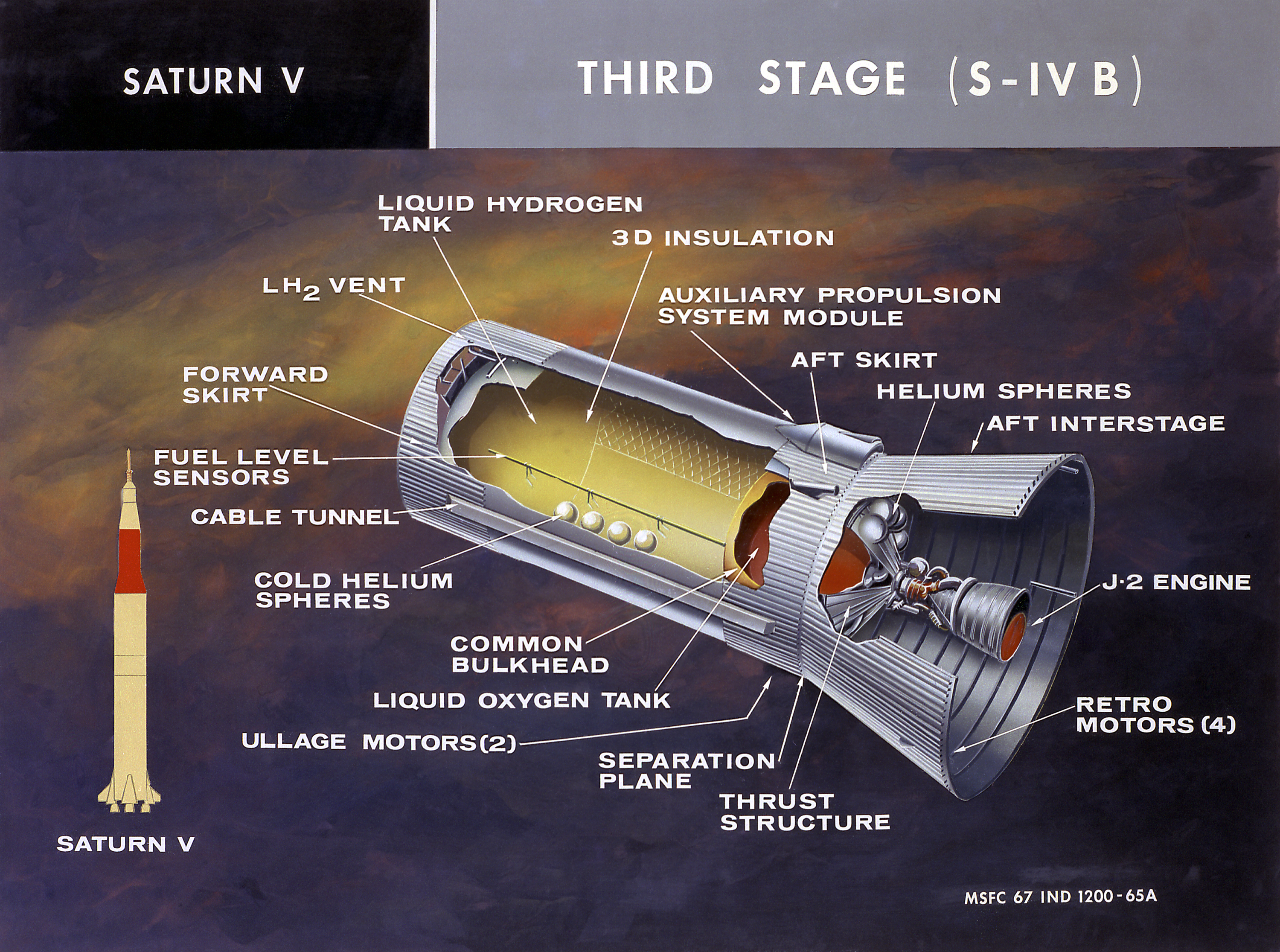
Configurația treptei S-IVB

#### Modulul de instrumente

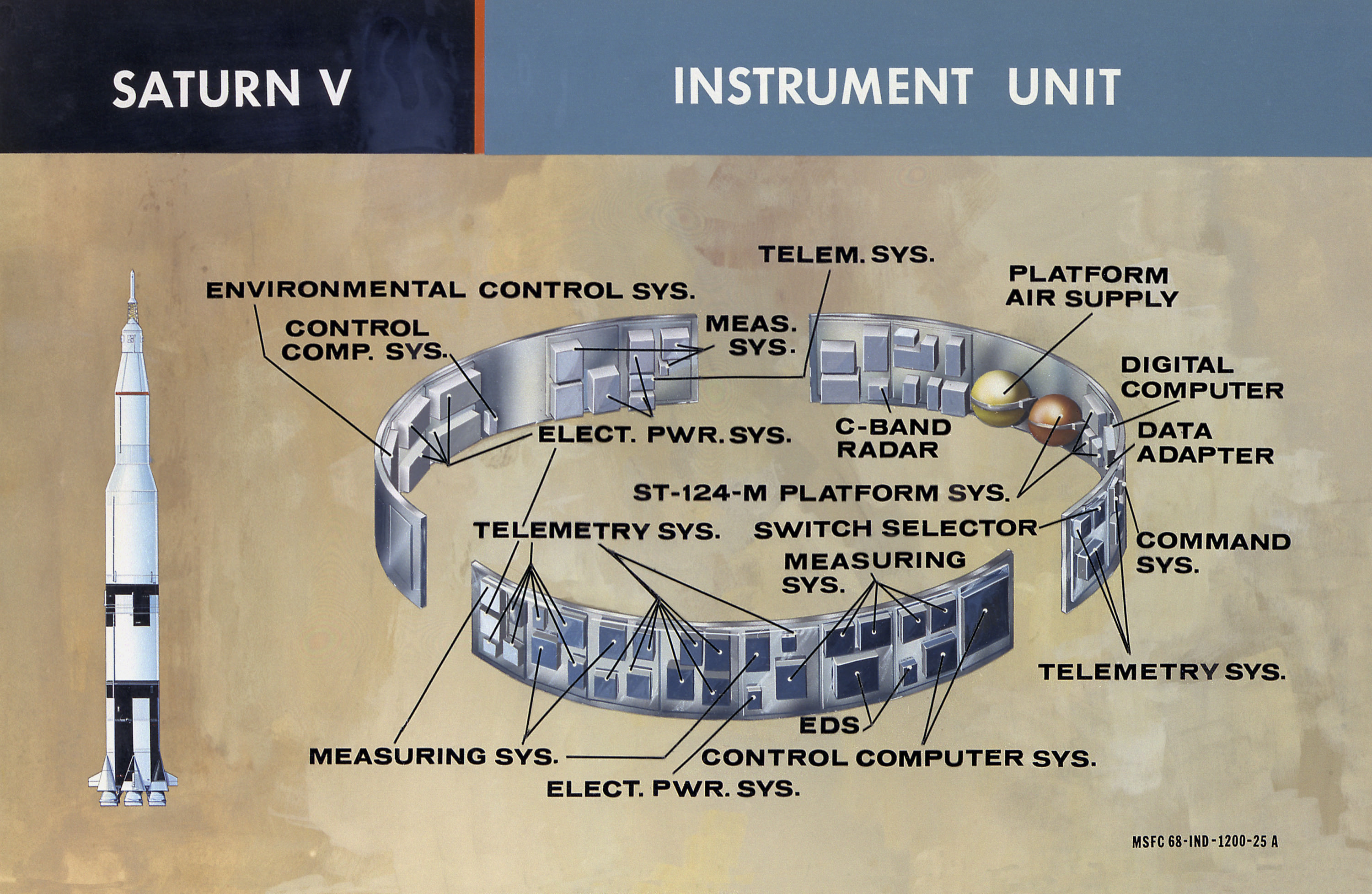
Configurația modulului de instrumente

## Comparații

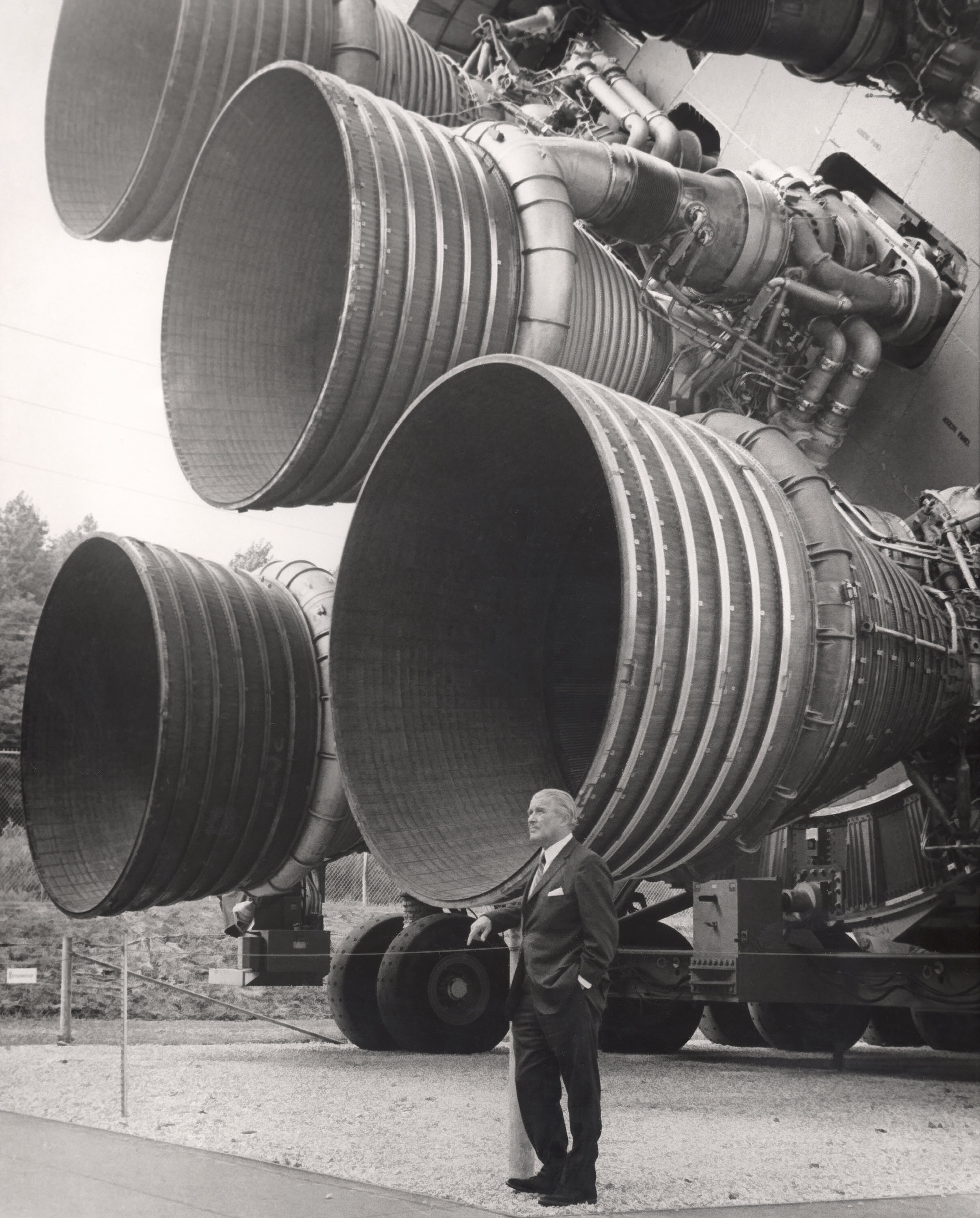
Wernher von Braun pare minuscul pe lângă creațiile sale, motoarele F-1.

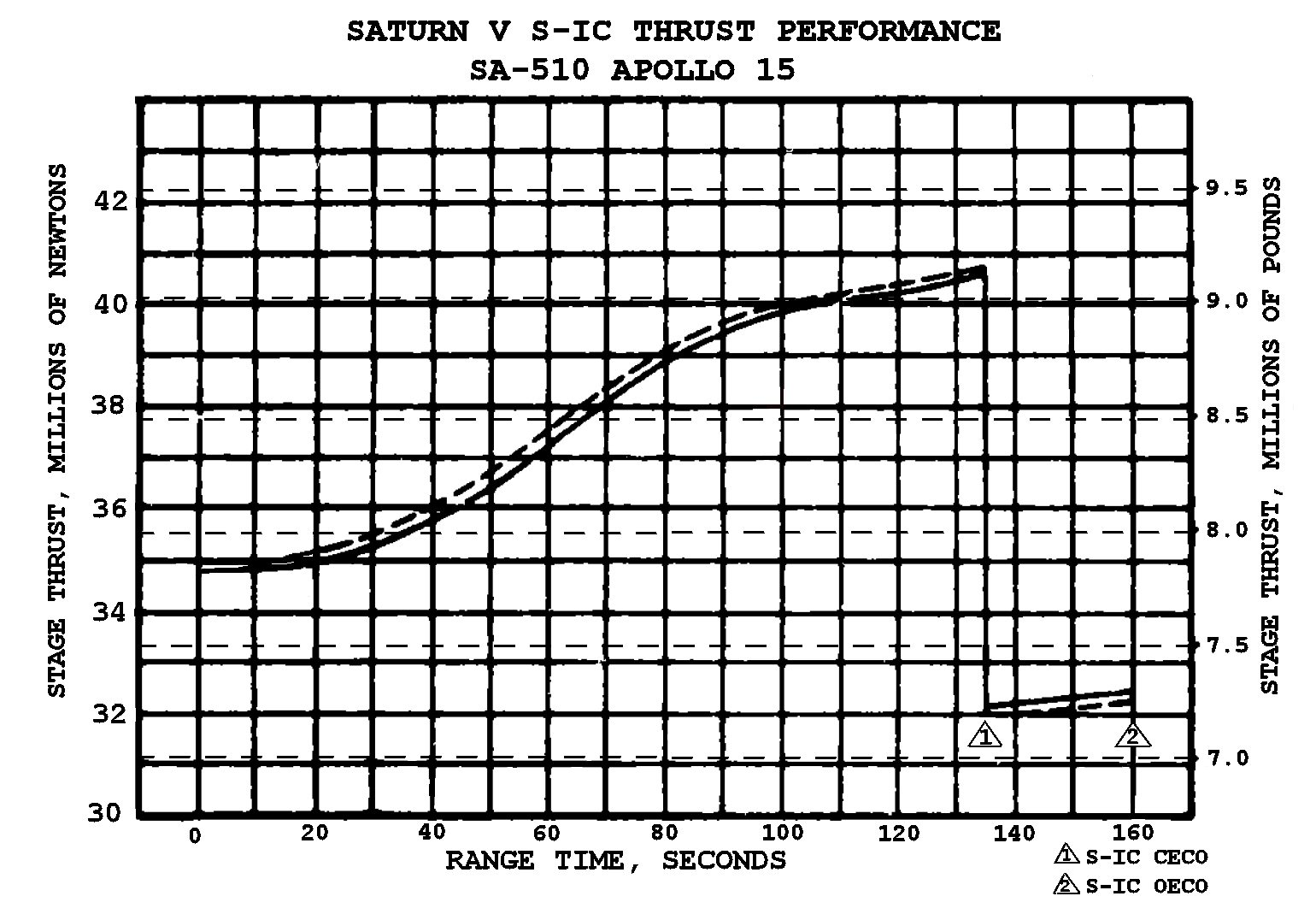
Graficul variației forței de propulsie (treapta I-SC) în timpul misiunii Apollo 15. F = 34.8 MN.

## Asamblare

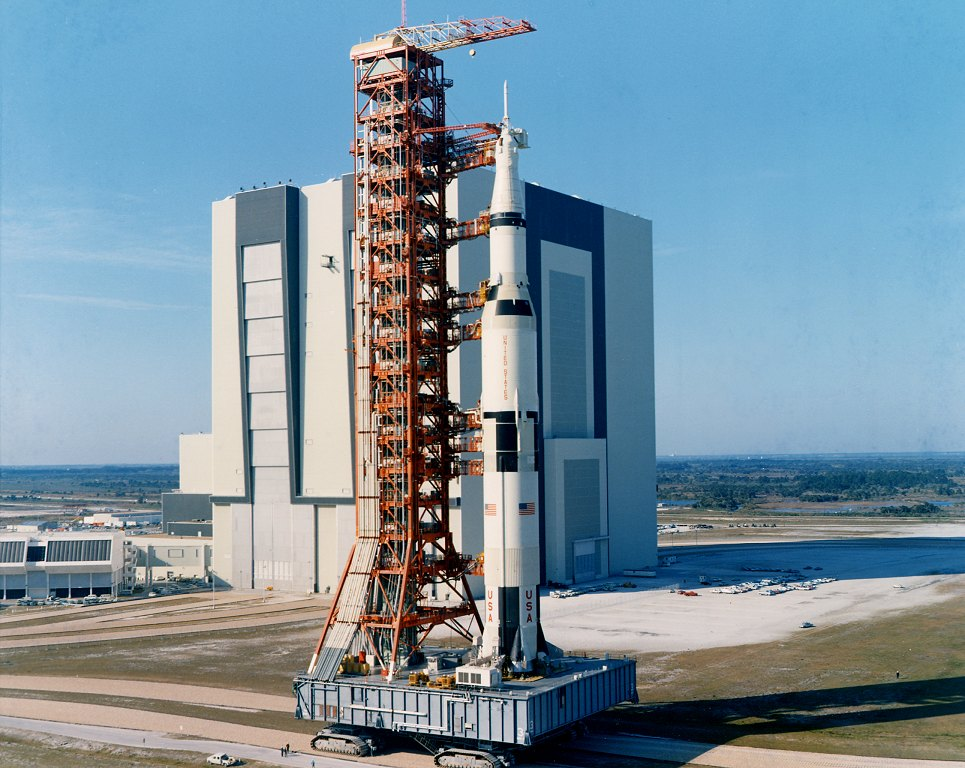
Saturn V (Apollo 10) în timpul transportului spre locul de lansare

### Secvența de funcționare a treptei S-IC

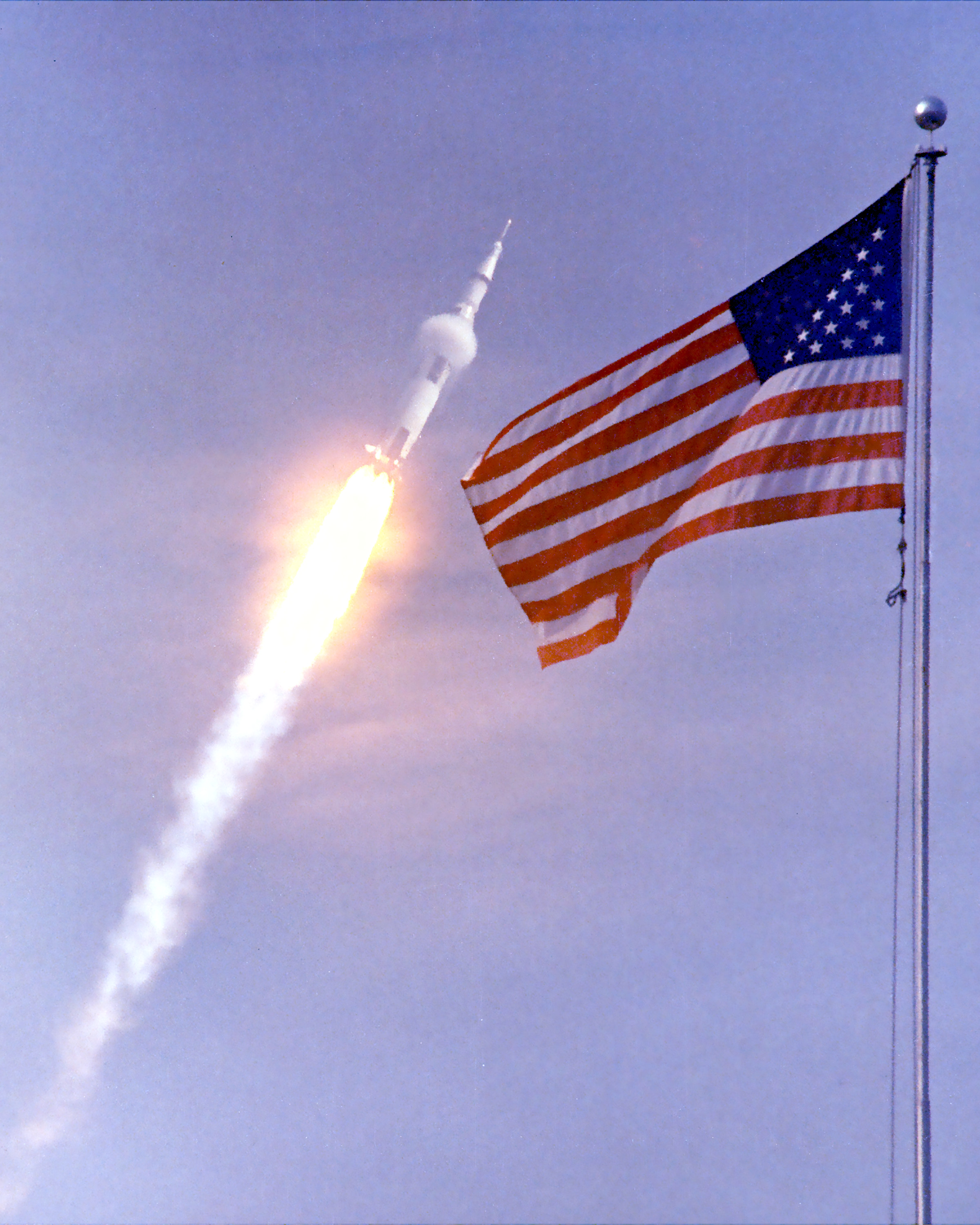
Saturn V (Apollo 11) trecând printr-un nor de condensare, în atmosfera joasă a Pământului